# Выжившая (фильм, 2017)
«Выжившая» (также «Месть», англ. Revenge) — французский художественный фильм 2017 года, дебютный полнометражный фильм Корали Фаржа. Триллер об изнасиловании и мести рассказывает о противостоянии молодой девушки и трёх вооружённых мужчин, которые охотятся на неё посреди пустыни. Фильм снимался в Марокко.
Премьера состоялась на Кинофестивале в Торонто 10 сентября 2017 года. Во Франции фильм был выпущен в прокат 7 февраля 2018 года.

## Сюжет
Молодая американка Дженнифер (Джен) вместе с женатым бойфрендом Ричардом на вертолёте прилетает в уединенную виллу с бассейном посреди пустыни. Наутро их отдых прерывают друзья Ричарда — Стан и Димитрий, приехавшие раньше, чем их ожидал Ричард, который предполагал до их появления отправить Джен домой. Троих мужчин связывает криминальный бизнес, связанный с незаконной охотой, помимо автомобиля у них есть мотоцикл, квадроцикл и много огнестрельного оружия.
Вечером Джен ведёт себя раскованно и, когда Ричард отказывается танцевать, танцует со Станом. Ричард отдаёт ей порцию пейотля, которую ему подарил пилот вертолёта: по словам Ричарда, если бы они приняли наркотик, то слишком оторвались бы от релаьности. Проснувшись утром, Джен обнаруживает, что Ричард уехал по делам. Стан начинает приставать к ней, ссылаясь на вчерашний танец, и в итоге насилует её. Димитрий становится свидетелем, но не вмешивается. Вернувшись, Ричард узнаёт о произошедшем и ругается со Станом, однако в итоге предлагает Джен в качестве компенсации деньги и работу в Канаде. Джен в слезах просит вызвать ей вертолёт и грозит рассказать обо всём жене Ричарда. Тот приходит в ярость и нападает на Джен. Полуодетая, Джен убегает от Ричарда по пустыне и останавливается на краю обрыва. Мужчины нагоняют её, и Ричард сталкивает её вниз. Джен натыкается на торчащий вверх сук дерева, благодаря чему остаётся жива, хотя теряет сознание. Вечером мужчины приходят, чтобы найти, как им кажется, погибшую Джен и спрятать её труп. Однако к этому времени потерявшая много крови и едва живая девушка падает с дерева и скрывается, с торчащим у неё в боку суком дерева.
В темноте мужчины пытаются выследить Джен по следам крови и подходят к водоёму, где разделяются. Димитрий идёт налево и со временем сталкивается с Джен. Он пытается утопить её, но она убивает мужчину его же ножом, воткнув его ему в глаз. Затем Джен садится на квадроцикл и едет в пустыню, пока не кончается бензин, после чего скрывается в пещере. Там она разводит костёр и находит в рюкзаке Димитрия банку пива, а также вспоминает о пейотле, который она спрятала в свой кулон. Она принимает пейотль и в изменённом состоянии сознания вытаскивает обломок ветки из своего тела, а затем прижигает рану распрямлённой и раскалённой на огне банкой пива. Утром Ричард и Стан находят мёртвого Димитрия и начинают разыскивать Джен. Она же, очнувшись с почти зажившей раной, с оружием, оставшемся от Димитрия, отправляется мстить.
Ричард и Стан снова разделяются, и на дороге в гористой местности Стан и Джен вступают в противостояние. Оба ранят друг друга, но затем Джен удаётся застрелить Стана, когда он мчится прямо на неё на машине.
Ричард возвращается на место встречи со Станом и долго ждёт его. Наконец, поняв, что тот не приедет, он на мотоцикле возвращается на виллу, где звонит пилоту вертолёта и просит забрать его. Он идёт в душ, но слышит какой-то звук и осматривает помещение с ружьём в руках. Незаметно за стеклом появляется Джен, также с ружьём. Между Джен и полностью обнажённым Ричардом начинается схватка, в ходе которой Джен сначала тяжело ранит его, а затем убивает. Вся в крови, она выходит из дома к бассейну и слышит звук подлетающего вертолёта.

## В ролях
- Матильда Лутц — Джен
- Кевин Янссенс — Ричард
- Винсент Колумб — Стан
- Гийом Бушед — Димитрий
- Жан-Луи Трибе — Роберто, пилот

## Награды
- 2018 — Международный фестиваль фантастических фильмов в Пучхоне — лучший художественный фильм[4]
- 2018 — Фестиваль андерграундного кино в Калгари — лучший нарративный фильм[5]

## Отзывы
Вскоре после премьеры фильм набрал 100 % положительных оценок на Rotten Tomatoes, хотя потом эта цифра снизилась до 92 %.
По совпадению, премьера фильма состоялась незадолго до начала кампаний #MeToo и Time’s Up, что соответствует феминистскому посылу фильма. В отзывах отмечалось, что классические фильмы об изнасиловании и мести наподобие «Я плюю на ваши могилы» были сняты мужчинами, «Выжившая» же изменила оптику данного жанра. По словам Фаржа, она не задумывала фильм как реалистичный и как фильм об изнасиловании, в её намерение входило скрее показать героиню, выживающую в экстремальных обстоятельствах. Образ Феникса, возрождающего из пепла, появляется в фильме в виде рисунка на банке пива, который переходит на тело Джен: в этом заключён как юмористический, так и символический аспект.
«Выжившая» заставляет вспомнить фильмы Джона Карпентера и Дэвида Кроненберга о телесных трансформациях, корейские фильмы о насилии вроде «Я видел дьявола» и «Олдбой», тему возмездия из «Убить Билла».
В российской прессе Максим Бугулов высоко оценил фильм, отметив, что «гендерная принадлежность кинематографистки читается почти в каждом кадре», и заключив, что «все последующие rape-revenge-фильмы так или иначе будут сравнивать с „Выжившей“. И хвала тем, кто сможет выдержать такое сравнение». Напротив, Евгений Ухов оценил фильм на 5 из 10 баллов, назвав его «прямолинейным и банальным триллером»: по мнению критика, «Выжившая» «по большому счету даже не пытается быть настоящим фильмом, это скорее этюд на тему или небольшая зарисовка с незамысловатыми заданными входными и выходными условиями», «набор очевидных сцен-карточек, который, как пасьянс, должен сложиться в понятную структуру».